# Mistrzostwa Europy w Saneczkarstwie 2017
48. Mistrzostwa Europy w saneczkarstwie 2017 odbyły się w dniach 5 – 6 stycznia 2017 roku w niemieckim Königssee. W tym mieście mistrzostwa kontynentu zostały rozegrane po raz siódmy. Wcześniej Mistrzostwa Europy odbyły się tutaj w latach: 1967, 1972, 1973, 1977, 1988 i 1994 roku. Zawodnicy rywalizowali w czterech konkurencjach: jedynkach kobiet, jedynkach mężczyzn, dwójkach mężczyzn oraz w zawodach drużynowych.

## Terminarz
| Data            | Miejscowość | Konkurencja      | Złoto                                                                 | Srebro                                                                   | Brąz                                                            |
| --------------- | ----------- | ---------------- | --------------------------------------------------------------------- | ------------------------------------------------------------------------ | --------------------------------------------------------------- |
| 5 stycznia 2017 | Königssee   | Jedynki kobiet   | Natalie Geisenberger                                                  | Tatjana Iwanowa                                                          | Tatjana Hüfner                                                  |
| 6 stycznia 2017 | Königssee   | Jedynki mężczyzn | Siemion Pawliczenko                                                   | Ralf Palik                                                               | Wolfgang Kindl                                                  |
| 5 stycznia 2017 | Königssee   | Dwójki mężczyzn  | Niemcy Tobias Wendl · Tobias Arlt                                     | Niemcy Toni Eggert · Sascha Benecken                                     | Niemcy Robin Geueke · David Gamm                                |
| 6 stycznia 2017 | Königssee   | Drużynowe        | Niemcy Natalie Geisenberger · Ralf Palik · Tobias Wendl · Tobias Arlt | Austria Miriam Kastlunger · Wolfgang Kindl · Thomas Steu · Lorenz Koller | Łotwa Elīza Cauce · Artūrs Dārznieks · Andris Šics · Juris Šics |

## Wyniki

### Jedynki kobiet
- Data / Początek: Czwartek 5 stycznia 2017

| Medal | Zawodniczka          | Narodowość | 1. zjazd | 2. zjazd | Czas   | Strata |
| ----- | -------------------- | ---------- | -------- | -------- | ------ | ------ |
|       | Natalie Geisenberger | Niemcy     | 51,178   | -        | 51,178 | -      |
|       | Tatjana Iwanowa      | Rosja      | 51,329   | -        | 51,329 | +0,151 |
|       | Tatjana Hüfner       | Niemcy     | 51,433   | -        | 51,433 | +0,255 |
| 4.    | Martina Kocher       | Szwajcaria | 51,466   | -        | 51,466 | +0,288 |
| 5.    | Miriam Kastlunger    | Austria    | 51,587   | -        | 51,587 | +0,409 |
| 6.    | Elīza Cauce          | Łotwa      | 51,770   | -        | 51,770 | +0,592 |
| 7.    | Birgit Platzer       | Austria    | 51,808   | -        | 51,808 | +0,630 |
| 8.    | Julia Taubitz        | Niemcy     | 52,090   | -        | 52,090 | +0,912 |
| 9.    | Andrea Vötter        | Włochy     | 52,101   | -        | 52,101 | +0,923 |
| 10.   | Wiktorija Diemczenko | Rosja      | 52,109   | -        | 52,109 | +0,931 |
| 11.   | Dajana Eitberger     | Niemcy     | 52,116   | -        | 52,116 | +0,938 |
| 12.   | Madeleine Egle       | Austria    | 52,130   | -        | 52,130 | +0,952 |
| 13.   | Ewa Kuls             | Polska     | 52,268   | -        | 52,268 | +1,090 |
| ...   | ...                  | ...        | ...      | ...      | ...    | ...    |
| 29.   | Natalia Wojtuściszyn | Polska     | q        | -        | -      | -      |

### Jedynki mężczyzn
- Data / Początek: Piątek 6 stycznia 2017

| Medal | Zawodniczka           | Narodowość | 1. zjazd | 2. zjazd | Czas     | Strata  |
| ----- | --------------------- | ---------- | -------- | -------- | -------- | ------- |
|       | Siemion Pawliczenko   | Rosja      | 49,245   | 49,118   | 1:38,363 | -       |
|       | Ralf Palik            | Niemcy     | 49,301   | 49,310   | 1:38,611 | +0,248  |
|       | Wolfgang Kindl        | Austria    | 49,429   | 49,394   | 1:38,823 | +0,460  |
| 4.    | Felix Loch            | Niemcy     | 49,572   | 49,316   | 1:38,888 | +0,525  |
| 5.    | Roman Riepiłow        | Rosja      | 49,508   | 49,397   | 1:38,905 | +0,542  |
| 6.    | Dominik Fischnaller   | Włochy     | 49,576   | 49,593   | 1:39,169 | +0,806  |
| 7.    | Stiepan Fiodorow      | Rosja      | 49,695   | 49,489   | 1:39,184 | +0,821  |
| 8.    | Armin Frauscher       | Austria    | 49,616   | 49,594   | 1:39,210 | +0,847  |
| 9.    | Julian von Schleinitz | Niemcy     | 49,622   | 49,757   | 1:39,379 | +1,016  |
| 10.   | Artūrs Dārznieks      | Łotwa      | 49,720   | 49,671   | 1:39,391 | +1,0,28 |
| ...   | ...                   | ...        | ...      | ...      | ...      | ...     |
| 18.   | Maciej Kurowski       | Polska     | 50,009   | 50,002   | 1:40,011 | +1,648  |
| 24.   | Mateusz Sochowicz     | Polska     | q        | -        | -        | -       |

### Dwójki mężczyzn
- Data / Początek: Czwartek 5 stycznia 2017

| Medal | Zawodnicy                             | Narodowość | 1. zjazd | 2. zjazd | Czas     | Strata |
| ----- | ------------------------------------- | ---------- | -------- | -------- | -------- | ------ |
|       | Tobias Wendl Tobias Arlt              | Niemcy     | 50,838   | 50,737   | 1:41,575 | -      |
|       | Toni Eggert Sascha Benecken           | Niemcy     | 50,813   | 50,832   | 1:41,645 | +0,070 |
|       | Robin Geueke David Gamm               | Niemcy     | 51,133   | 51,224   | 1:42,357 | +0,782 |
| 4.    | Thomas Steu Lorenz Koller             | Austria    | 51,450   | 51,383   | 1:42,833 | +1,258 |
| 5.    | Andris Šics Juris Šics                | Łotwa      | 51,525   | 51,373   | 1:42,898 | +1,323 |
| 6.    | Andriej Bogdanow Andriej Miedwiediew  | Rosja      | 51,484   | 51,431   | 1:42,915 | +1,340 |
| 7.    | Ludwig Rieder Patrick Rastner         | Włochy     | 51,503   | 51,448   | 1:42,951 | +1,376 |
| 8.    | Christian Oberstolz Patrick Gruber    | Włochy     | 51,617   | 51,624   | 1:43,241 | +1,666 |
| 9.    | Aleksandr Dienisjew Władisław Antonow | Rosja      | 52,149   | 51,678   | 1:43,827 | +2,252 |
| 10.   | Lukáš Brož Antonín Brož               | Czechy     | 51,864   | 52,043   | 1:43,907 | +2,332 |
| 11.   | Kristens Putins Imants Marcinkevits   | Łotwa      | 51,912   | 52,011   | 1:43,923 | +2,348 |
| 12.   | Wojciech Chmielewski Jakub Kowalewski | Polska     | 51,954   | 52,087   | 1:44,041 | +2,466 |

### Drużynowe
- Data / Początek: Piątek 6 stycznia 2017

| Medal | Zawodnicy                                                                | Narodowość      | Czas     | Strata  |
| ----- | ------------------------------------------------------------------------ | --------------- | -------- | ------- |
|       | Natalie Geisenberger/Ralf Palik/Tobias Wendl/Tobias Arlt                 | Niemcy          | 2:42,348 | –       |
|       | Miriam Kastlunger/Wolfgang Kindl/Thomas Steu/Lorenz Koller               | Austria         | 2:43,617 | +1,269  |
|       | Elīza Cauce/Artūrs Dārznieks/Andris Šics/Juris Šics                      | Łotwa           | 2:43,986 | +1,638  |
| 4.    | Andrea Vötter/Dominik Fischnaller/Ludwig Rieder/Patrick Rastner          | Włochy          | 2:44,347 | +1,999  |
| 5.    | Ewa Kuls/Maciej Kurowski/Wojciech Chmielewski/Jakub Kowalewski           | Polska          | 2:45,429 | +3,081  |
| 6.    | Tereza Nosková/Ondřej Hyman/Lukáš Brož/Antonín Brož                      | Czechy          | 2:46,460 | +4,112  |
| 7.    | Raluca Strămăturaru/Valentin Crețu/Cosmin Atodiresei/Ștefan Musei        | Rumunia         | 2:47,022 | +4,674  |
| 8.    | Ołena Stećkiw/Andrij Mandzij/Ołeksandr Obołonczyk/Roman Zacharkiw        | Ukraina         | 2:47,706 | +5,358  |
| 9.    | Simona Zmijova/Jozef Ninis/Marek Solčanský/Karol Stuchlák                | Słowacja        | 2:51,612 | +9,264  |
| 10.   | Danielle Scott/Rupert Staudinger/Adam Rosen/Raymond Thompson             | Wielka Brytania | 2:52,532 | +10,184 |
| DNF   | Tatjana Iwanowa/Siemion Pawliczenko/Andriej Bogdanow/Andriej Miedwiediew | Rosja           | -        | -       |

## Klasyfikacja medalowa
| Miejsce | Państwo |   |   |   | Razem |
| ------- | ------- | - | - | - | ----- |
| 1.      | Niemcy  | 3 | 2 | 2 | 7     |
| 2.      | Rosja   | 1 | 1 | 0 | 2     |
| 3.      | Austria | 0 | 1 | 1 | 2     |
| 4.      | Łotwa   | 0 | 0 | 1 | 1     |